# Lophoptera negretina
Lophoptera negretina là một loài bướm đêm trong họ Noctuidae.